# Viaduc Léon-Blum
Le viaduc Léon-Blum (anciennement appelé viaduc des Rocs) est un viaduc routier réservé aux transports en commun et vélos, situé à Poitiers en France. 
Les travaux ont commencé en janvier 2012 pour une mise en service initialement prévue fin 2013, puis reportée. Le viaduc est accessible au public depuis le 6 février 2014.
Ce viaduc remplace une ancienne passerelle piétonne déconstruite à partir de février 2012.

## Environnement

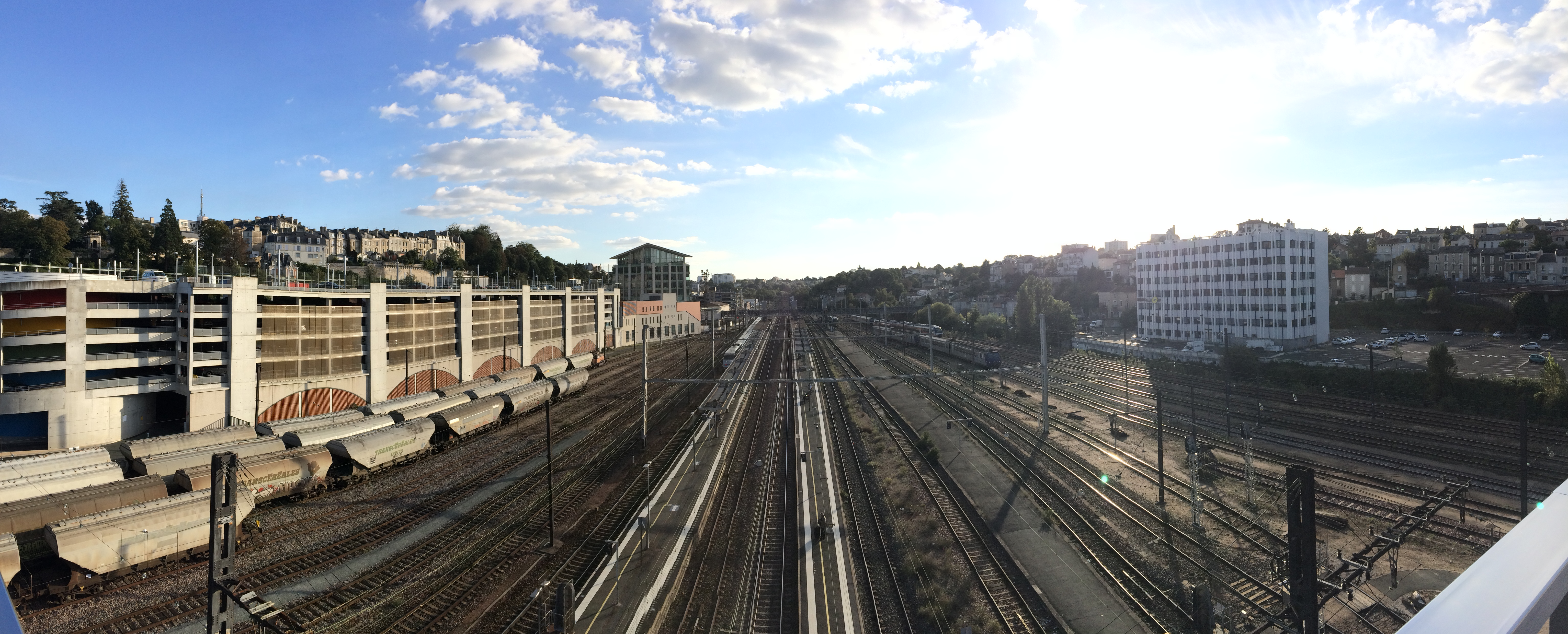
Gare SNCF de Poitiers vue depuis le Viaduc Léon Blum.

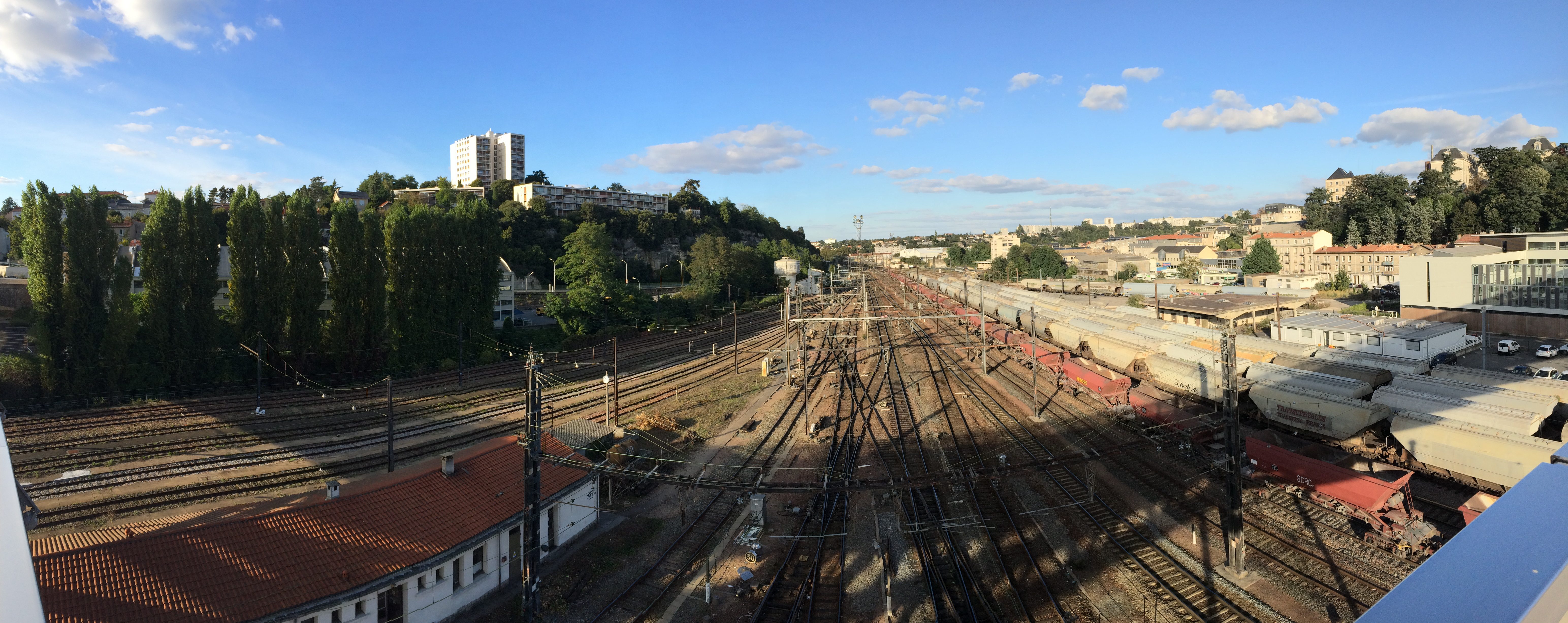
Voies ferrées de la gare SNCF de Poitiers vues depuis le Viaduc Léon Blum.

L'ouvrage est situé en plein cœur de Poitiers. Il relie le centre-ville (boulevard de Solférino) et la partie ouest de la ville (avenue de Nantes, quartier des Rocs) en enjambant la vallée de la rivière Boivre, le boulevard du Grand-Cerf et la gare de Poitiers sur la ligne Paris-Bordeaux. Le viaduc est relié sur son parcours au dernier étage du pôle d'échanges multimodal Toumaï par une très courte passerelle piétonne (passerelle Alexandre-Fradet ajoutée en 2008). L'arrêt de bus Gare Léon Blum, situé sur le viaduc au droit de cet accès permet l'intermodalité avec la gare SNCF via le parking Toumaï.

### L'ancienne passerelle
Une ancienne passerelle en béton, conçue par Alexandre Fradet, existait depuis 1952 à cet emplacement. La passerelle des Rocs, plus communément nommée « la Grande passerelle », permettait déjà aux piétons et cyclistes de rejoindre directement le plateau (centre-ville) au quartier des Rocs à l'ouest. L'ouvrage a commencé à présenter une fragilité de sa structure dans les années 2000. Début 2009, des filets de protections ont été placés autour du tablier et quelques travaux de consolidation ont été entrepris.

## Le nouveau viaduc
En juillet 2009, la communauté d'agglomération Grand Poitiers a voté la déconstruction et la reconstruction de la passerelle des Rocs.
Le nouvel ouvrage, plus large, permet la circulation d'un futur transport en commun en site propre (bus à haut niveau de service dont la mise en service est prévue en 2017). Les piétons et deux-roues peuvent toujours y circuler mais l'accès aux autres véhicules reste interdit.
Le nom de Léon Blum a été proposé par Alain Claeys lors du conseil communautaire de Grand Poitiers du 31 mai 2013. 

### Description architecturale et technique
Le viaduc Léon Blum est dédié à un réseau du BHNS et aux circulations douces. Sa longueur totale est de 330 m, avec des portées principales de 81 m.
Le viaduc et permet aux autobus de Poitiers de desservir l’agglomération : lignes 1, 11, 16, N1 et E actuellement, ligne A du futur réseau de bus à haut niveau de service.
Le projet répond à l’évolution des besoins en transports publics et renouvelle sans bouleversement le paysage de la vallée et la mémoire de la passerelle des Rocs. Dès le départ, il s’agit donc d’éviter l’apparence d’un ouvrage routier, tout en intégrant des logiques de génie civil réalistes au regard des contraintes techniques. Ainsi s’installe une dentelle structurelle, un ensemble d’éléments hiérarchisés qui s’accordent aux besoins structurels, mais tout autant, créent une structure ouverte et aérienne, naturellement inscrite dans la ville. La journée, cette structure absorbe, filtre et reflète son environnement. La nuit, le viaduc se révèle, donne la réplique à la lumière émanant du Théâtre Auditorium de Poitiers et met en scène son propre tracé qui pointe vers elle. 
L’ouvrage s’étend sur une longueur totale d’environ 330 m, divisé en 5 travées. En plan, il présente une courbe uniforme de rayon moyen constant d’environ R = 2 469 m et une pente longitudinale de 3 % croissante de C0 vers C5 (d'ouest en est). Le tablier métallique est une structure mixte acier béton en treillis, variant en hauteur et en largeur, fonctionnant comme un caisson ouvert. Déterminées par l’inscription urbaine, les piles métalliques sont encastrées en tête et articulées en pied. Tous les éléments de l’ossature sont des éléments PRS et/ou caissons reconstitués à partir de tôles laminées entièrement assemblées par soudage. Le hourdis collaborant et les coques de rive sont réalisés en béton blanc. La station BHNS située sur l’ouvrage est conçue et réalisée dans le registre de forme et de matériaux de l’ouvrage et de son équipement.

### Construction

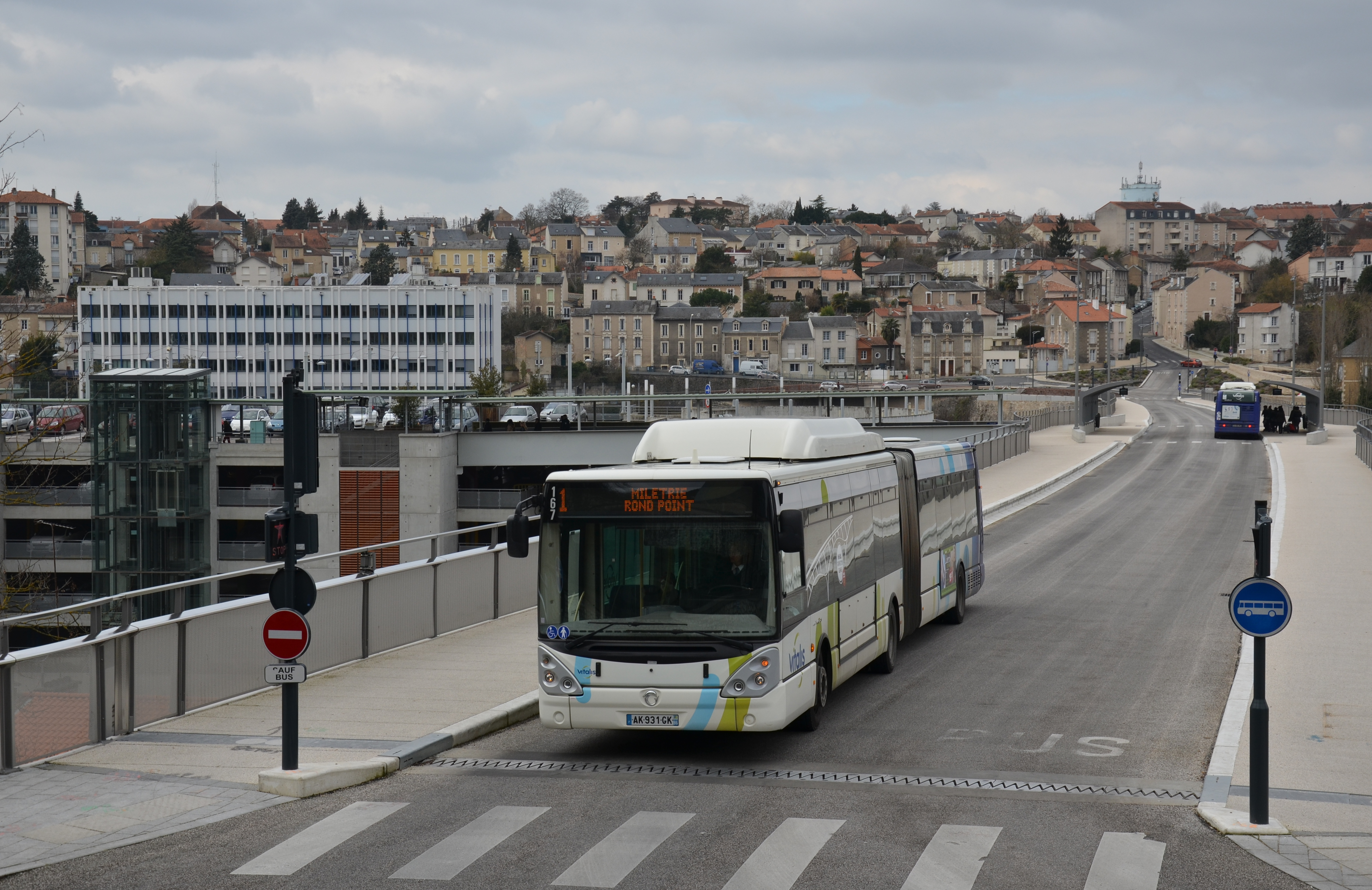
Les autobus de Poitiers desservent l'arrêt Gare SNCF (Léon Blum) sur le viaduc.

- 23 janvier 2012 : fermeture de la passerelle des Rocs
- février - juin 2012 : déconstruction de la passerelle
- été 2012 : fondations des premières piles du viaduc
- novembre 2012 - mars 2013 : assemblage de la charpente métallique
- mai 2013 : fin des soudures, dépose des palées provisoires
- été 2013 : pose du tablier béton
- automne 2013 : réalisations des équipements (serrurerie, réseaux et éclairage, chaussée, station BHNS …)
- 21 décembre 2013 : mise en service initialement prévue, reportée au jeudi 6 février 2014
- 6 février 2014 : mise en service du viaduc Léon-Blum, le premier passage d'un bus Vitalis était à 6h07[2].

### Financement
Le montant de l'opération est de 28 millions d'euros H.T., dont :
- Communauté d'agglomération Grand Poitiers : 15,1 M €
- Conseil général de la Vienne : 2,5 M €
- Ville de Poitiers : 2 M €
- Grenelle de l'environnement : 2,9 M €
- Fonds national d'aménagement et de développement du territoire (FNADT) : 2,5 M €
- Fonds européen de développement régional (FEDER) : 3 M €